# .cy
‎.cy‏ دامنه اینترنتی کشور قبرس است.